# Мехиа Флорес, Альваро
Альваро Мехиа Флорес (исп. Álvaro Mejía Florez; 15 мая 1940, Медельин, Антьокия, Колумбия — 12 января 2021, Богота, Колумбия) — колумбийский легкоатлет, стайер. Выступал на трёх олимпиадах — в Токио (1964), Мехико (1968) и Мюнхене (1972). Один из лучших спортсменов в истории колумбийского спорта и единственный южноамериканский спортсмен, выигравший Бостонский марафон .Родился в Медельине, проживал в Боготе. Имел прозвище «Пегас».

## Карьера
Первого значимого достижения в карьере Мехи Флорес добился в 1962 году, когда прибежал первым на дистанции 1500 метров на Играх Центральной Америки и Карибского бассейна, проходивших в Кингстоне. Через год он стал чемпионом Южной Америки на той же дистанции. Первый рекорд Южной Америки был установлен Флоресом в 1964 году во время подготовки к Олимпийским играм в Токио на стадионе «Аноэта» в Сан-Себастьяне на дистанции 5000 метров. Он показал результат 13 минут, 53 секунды и 4 десятых, всего на 18 секунд уступив мировому рекорду австралийца Рона Кларка. В 1965 году он выиграл Боливарианские игры в Кито на дистанциях 1500, 5000 и 10 000 метров. В его послужном списке также есть рекорд Южной Америки в беге на 3000 метров с результатом 8 минут 12 секунд, который он установил в Медельине в 1966 году. На Панамериканских играх в Кали в 1971 году он был третьим на дистанции 10 000 метров, а марафонскую дистанцию завершил четвёртым. В том же году Альваро пришёл первым на юбилейном 75-м Бостонском марафоне. На Олимпиадах высочайших результатов спортсмен не демонстрировал — в Мюнхене финишировал марафон на сорок восьмой позиции, в Токио был тринадцатым на дистанции 5000 метров, а в Мехико десятым на дистанции 10 000 метров.
Завершив карьеру спортсмена, Мехия тренировал колумбийских спортсменов, в том числе Алирио Карраско из Боготы, который в 2003 году финишировал 11-м на Чикагском марафоне (2:12:09).

## Достижения
| Год                  | Соревнования        | Город (Страна)         | Место | Дисциплина | Время     |
| Представляя Колумбию |                     |                        |       |            |           |
| 1961                 | Боливарианские игры | Барранкилья (Колумбия) | 2-е   | 800 м      | 1:55.5    |
| 1961                 | Боливарианские игры | Барранкилья (Колумбия) | 2-е   | 1500 м     | 4:02.7    |
| 1965                 | Боливарианские игры | Кито (Эквадор)         | 1-е   | 1500 м     | 3:57.2 A  |
| 1965                 | Боливарианские игры | Кито (Эквадор)         | 1-е   | 5000 м     | 15:00.9 A |
| 1965                 | Боливарианские игры | Кито (Эквадор)         | 1-е   | 10,000 м   | 32:22.5 A |
| 1971                 | Бостонский марафон  | Бостон (США)           | 1-е   | Марафон    | 2:18:45   |